# When I Get Home (альбом)
When I Get Home (с англ. — «Когда я вернусь домой») — четвёртый студийный альбом американской певицы Соланж. Был издан 1 марта 2019 года на лейбле Columbia.

## История создания
После завершения тура в поддержку альбома A Seat at the Table Соланж вернулась в родной Хьюстон и арендовала дом для записи музыки. «[После турне] моё настроение часто менялось, многое выходило из под контроля», — признавалась певица. Позднее она заявила, что ей наскучило «быть частью индустрии. Это может измениться, я могу подумать: „О, я хочу вернуться в игру!“, но сейчас всё иначе». На A Seat at the Table Соланж сказала всё, что хотела; у следующего альбома была иная миссия: «Я хотела многое почувствовать. Слова отошли на второй план, всё внимание — к звуку». Работа над пластинкой проходила также в Лос-Анджелесе; в каньоне Топанга и Лорел-каньоне, Новом Орлеане, где Соланж чаще всего живёт, и на Ямайке. Певица вдохновлялась творчеством Стиви Уандера, особенно альбомом The Secret Life of Plants, Стивена Райха (Different Trains, 1988), Элис Колтрейн, Sun Ra и Минни Рипертон (Come to My Garden, 1974). О звучании Соланж отзывалась так: «Здесь много джаза, а также электронных и хип-хоп ударных и басов. Я сделала ударный альбом, чтобы вы оторвались по полной».
По словам Соланж, продюсирование — её «сердце и душа. <…> 80 % процесса занимает сведение, у меня к нему особый подход». Для редактирования ударных одного из треков When I Get Home потребовалось более 18 часов. Кроме того, со времён A Seat at the Table Соланж сотрудничала со многими музыкантами, и When I Get Home не стал исключением. В издании Rolling Stone отмечали, что Соланж «хороша в объединении музыкантов для создания уникального видения музыки». Сама певица подчёркивала, что даёт партнерам свободу творчества, чтобы затем решить, каков будет их вклад на альбоме: «Люблю просто приглашать людей к себе. Может пройти шесть часов, прежле чем я услышу какую-то импровизацию, то, что мне понравится, и я подумаю: „Хорошо, теперь ясно, чего я хочу достичь“». В марте 2018 года Соланж сообщила о работе со Стивом Лейси из группы The Internet. Тогда же к работе присоединились Кристоф Шассоль, Джемайр Уильямс, Дев Хайнс и другие.
К январю 2018 года часть материала уже была записана, например, «Way to the Show» сохранила изначальное звучание. Соланж начала записываться с Шассоль и Уильямсом, в Лос-Анджелесе, где певица арендовала дом в отдалении от центра города. Они работали вместе несколько дней дней: «Мы писали [тексты], играли [музыку], ели, много болтали — два или три часа, потом снова играли, записывали и ложились спать. <…> Это было похоже на работу с Фрэнком Оушеном, с ним мы записывались по ночам, до девяти утра, а у Соланж есть ребёнок, так что… её метод работы впечатляет. Она знает, чего хочет». На каждый день у певицы имелся «плейлист настроения», вдохновлявший её на работу. Многие треки создавались из записанных разговоров Соланж с Шассоль, после которых второй накладывал на них аранжировки — так родилась «Things I Imagined» (но из а капеллы, а не из разговора) и короткие интерлюдии: «Беседа — отличный способ получить что-то спонтанное. Я говорю с вами, как в жизни, совершенно не думая о музыке, но музыка в том, что я говорю вам». На альбоме могло быть больше 25 песен, но все они вышли «крайне продолжительными, так что нам пришлось их урезать, и сократить общее количество треков».

## Музыкальный стиль
Альбом сочетает в себе «космический» джаз, хип-хоп и R&B, а также был описан как психоделический соул, «нью-эйдж-трэп» и «сонный фанк». На него также повлияла техника «нарезанного и накрученного» хип-хопа, происходящего из Хьюстона, родного города Ноулз, а также драм-н-бейс. Альбом был описан как ода хип-хоп сцене Хьюстона, и его рассказывают несколько отобранных афроамериканок из третьего квартала города, где выросла Ноулз. При написании альбома Ноулз была вдохновлена The Secret Life of Plants Стиви Уандера, а также музыкой Стивена Райха (Different Trains, 1988), Элис Колтрейн и Sun Ra. Она также отметила, что альбом был больше сосредоточен на том, что она должна «чувствовать», по сравнению с альбомом A Seat at the Table, сосредоточенным на том, что она должна «сказать»

## Выпуск и промокампания
Ноулз начала работать над альбомом в арендованном доме в её родном городе Хьюстоне после завершения тура в поддержку своего предыдущего альбома A Seat at the Table. В октябре 2018 года в интервью журналу T: The New York Times Style Magazine она рассказала, что готовящийся к выпуску альбом, записанный между Новым Орлеаном, Хьюстоном, калифорнийским каньоне Топанга и Ямайкой, близится к завершению. Она сказала о его звучании: «В основе лежит много джаза … Но с электронным и хип-хоп драм-н-бейсом, потому что я хочу, чтобы он грохотал и заставлял твой багажник греметь».
27 февраля 2019 года Ноулз опубликовала тизер-видео в социальных сетях, а 28 февраля опубликовала трек-лист альбома. Видео ссылается на хьюстонского рэпера Майка Джонса и его известный номер мобильного телефона. Она также создала страницу на BlackPlanet, веб-сайте социальной сети, ориентированном на афроамериканцев, и поделилась изображениями-тизерами для альбома на сайте.

## Реакция критиков
| Совокупная оценка    | Совокупная оценка |
| Источник             | Оценка            |
| -------------------- | ----------------- |
| Album of the Year    | 82/100            |
| AnyDecentMusic?      | 8.1/10            |
| Metacritic           | 89/100            |
| Оценки критиков      |                   |
| Источник             | Оценка            |
| AllMusic             | [ 21 ]            |
| Chicago Tribune      | [ 22 ]            |
| Entertainment Weekly | A                 |
| The Guardian         | [ 23 ]            |
| The Independent      | [ 24 ]            |
| Mojo                 | [ 25 ]            |
| NME                  | [ 8 ]             |
| Pitchfork            | 8.4/10            |
| Rolling Stone        | [ 27 ]            |
| Uncut                | 9/10              |

Альбом получил широкое одобрение и практически однозначно положительные отзывы музыкальной критики и интернет-изданий. Он получил 89 из 100 баллов на интернет-агрегаторе Metacritic.
Рецензируя альбом для AllMusic, Энди Келлман утверждал, что «С самого начала она звучит специально для этой невероятной радостной поездки, которая достигает максимальной скорости около 20 миль в час и замедляется ровно настолько, чтобы приловчиться для посадки или высадки переменной группы спутников, включая своего возлюбленного. Это производит впечатление одновременно спонтанного и преднамеренного». Малвика Падин также похвалила альбом в обзоре для журнала Clash, заявив, что «альбомом руководит уверенное чувство направления, которое всегда знает, куда идёт, никогда не теряет себя, даже когда экспериментирует». В обзоре для Consequence of Sound Дэвид Сакллах заключил: «Последние произведения Соланж озадачивают и ошеломляют, оставляя вас в трепете, пока она цементирует её наследие как истинный голос поколения».
Исраэль Дарамола из журнала Spin написал, что альбом «искусно созданный, эстетически великолепный; срежиссированный, чрезвычайно серьёзный и эгоцентричный; интеллектуальный, авантюрный в плане звука, но часто кажется слишком отрепетированным и аккуратным». Куба Шанд-Батист в газете The Independent заявила, что он «даёт голос бесконечному разочарованию быть чёрным в этом мире, быть наказанным на этом основании и поддерживать побуждение, которое мы все часто чувствую, чтобы дать отпор всему этому». Она добавила, что «есть мелодии, достаточно медленные, чтобы погрузить вас в состояние спокойствия, и ритмы достаточно жёсткие и сильные, чтобы заставить вас раскачиваться и танцевать, пока всё это звучит».
Джем Асвад из Variety написал, что «When I Get Home — это сложное и утоляющее продолжение A Seat at the Table, которое вероятно, сбивает с толку некоторых фанатов, но интригует и привлекает ещё больше». Джон Парелес из газеты в The New York Times заметил: «Чёрная солидарность, которая была самым сильным посланием Соланж в A Seat at the Table всё ещё присутствует в песнях „Stay Flo“ и в „Almeda“, где она хвалит „Чёрную кожу, чёрные косы, чёрные волны, чёрные дни“ и настаивает: „Это вещи, принадлежащие чёрным“. Но большая часть альбома заставляет её размышлять о более личных, домашних делах и смотреть внутрь себя».
Кейт Моссман из The Observer написала, что «Соланж сделала запись, которая временами звучит как сборник демо — мимолётных впечатлений от текучих современных соул-песен, которые исчезают в тот момент, когда они сложены, как моментальный Snapchat-альбом. Это соответствует всё более авангардному характеру производства R&B сегодня, который можно услышать в каждом, от Фрэнка Оушена до Арианы Гранде: песни кажутся скетчами; хуки и припевы имеют меньшее значение; и музыка задумана, возможно, с учётом визуальных эффектов — в духе Lemonade Бейонсе. Такая музыка требует от слушателя многого — короткие песни требуют большего внимания, чем длинные. Это как если бы Соланж говорила: вот настроение, а вот другое … но, возможно, с нашими всё более замкнутыми привычками слушать, „настроение“ — это именно то, что мы хотим, чтобы наша музыка была».
В эссе в конце года, написанном для журнала «Slate» Энн Пауэрс процитировала «When I Get Home» в качестве доказательства того, что формат альбома не мёртв, а скорее претерпевает «метаморфозу», когда такие артисты, как Ноулз, используют концептуальный альбом через автобиографические повествования, соответствующие той или иной культуре.

### Итоговые годовые списки
| Публикация            | Список                                    | Ранг     | Ссылки |
| --------------------- | ----------------------------------------- | -------- | ------ |
| Afisha Daily (Россия) | The Best Foreign Albums of 2019           | 11       | [ 35 ] |
| The A.V. Club         | The 20 Best Albums of 2019                | 6        | [ 36 ] |
| Billboard             | The 50 Best Albums of 2019                | 27       | [ 37 ] |
| Clash                 | Clash Albums of the Year 2019             | 14       | [ 38 ] |
| Complex               | The Best Albums of 2019                   | 15       | [ 39 ] |
| Consequence of Sound  | Top 50 Albums of 2019                     | 18       | [ 40 ] |
| GQ                    | The GQ Staff’s 21 Favorite Albums of 2019 | Unranked | [ 41 ] |
| GQ                    | The albums that made 2019 great again     | 9        | [ 42 ] |
| The Guardian          | The 50 Best Albums of 2019                | 19       | [ 43 ] |
| NME                   | The 50 Best Albums of 2019                | 14       | [ 44 ] |
| Paste                 | The 34 Best Albums of 2019                | 25       | [ 45 ] |
| Pitchfork             | The 50 Best Albums of 2019                | 5        | [ 46 ] |
| Pitchfork             | The 200 Best Albums of the 2010s          | 81       | [ 47 ] |
| Stereogum             | The 50 Best Albums Of 2019                | 46       | [ 48 ] |
| Time                  | The 10 Best Albums of 2019                | 2        | [ 49 ] |
| Uproxx                | The Best Albums of 2019                   | 39       | [ 50 ] |
| Vice                  | The 100 Best Albums of 2019               | 19       | [ 51 ] |

## Фильм
Снятый в качестве режиссёра и монтажёра Соланж, 33-минутный фильм это творческое видение, которое было частично вдохновлено разрушениями урагана Харви в Хьюстоне, произошедшими в 2017 году. Режиссёр музыкального видео Алан Фергюсон, кинорежиссёр Теренс Нэнс, художник-оформитель Джейколби Саттервайт и режиссёр видео Рэй Тинтори внесли свой вклад в процесс редактирования. «Этот фильм — исследование происхождения, в котором задаётся вопрос, сколько себя мы приносим с собой, а не оставляем позади в нашей эволюции», — говорится в заявлении представителей Соланж. «Художник вернулся в Третий район Хьюстона, чтобы ответить на этот вопрос».
Премьера фильма состоялась в девяти местных залах для членов сообщества черных Хьюстона, включая «старую парикмахерскую её матери; Unity National Bank, единственное принадлежащее чёрным банковское учреждение в Техасе; и Emancipation Gym, единственный общественный парк, открытый для афроамериканцев в эпоху Джима Кроу».
Фильм был выпущен вместе с альбомом через Apple Music 1 марта 2019 года. 41-минутная режиссёрская версия фильма была выпущена на всех платформах 12 декабря 2019 года. Режиссёрская версия включает новые эпизоды, а также ранее неиздававшийся трек под названием «Dreams (Demo 2)». DVD ограниченного тиража режиссёрской версии было продано в первую годовщины альбома, среди других товаров, на её странице в социальной сети BlackPlanet. Во вторую годовщину альбома обновленный фильм начал транслироваться по каналу Criterion Channel.

## Коммерческий успех
When I Get Home дебютировал на седьмом месте в американском хит-параде Billboard 200 с тиражом 43 тыс. альбомных эквивалентных единиц (включая 11 тыс. копий продаж). Он стал третьим альбомом Соланж, попавшим в лучшую десятку top 10.

## Список композиций
| №                   | Название                                 | Автор(ы)                                                   | Продюсеры                                              | Длительность |
| ------------------- | ---------------------------------------- | ---------------------------------------------------------- | ------------------------------------------------------ | ------------ |
| 1.                  | «Things I Imagined»                      | Соланж Ноулз                                               | Ноулз Chassol John Key                                 | 1:59         |
| 2.                  | «S McGregor» (интерлюдия)                | Ноулз Giovanni Cortez [англ.] Key                          | Ноулз Key Standing on the Corner [англ.]               | 0:16         |
| 3.                  | «Down with the Clique»                   | Ноулз                                                      | Ноулз John Carroll Kirby Key Standing on the Corner    | 3:42         |
| 4.                  | «Way to the Show»                        | Ноулз                                                      | Key Ноулз Kirby                                        | 2:55         |
| 5.                  | «Can I Hold the Mic» (интерлюдия)        | Ноулз Chassol                                              | Ноулз Chassol                                          | 0:22         |
| 6.                  | «Stay Flo»                               | Ноулз                                                      | Ноулз Metro Boomin Kirby                               | 2:56         |
| 7.                  | «Dreams»                                 | Ноулз                                                      | (под псевдонимом RandomBlackDude)                      | 2:28         |
| 8.                  | «Nothing Without Intention» (интерлюдия) | Ноулз Julez Smith II Cortez Amber Venerable Raquel Egbuonu | Standing on the Corner Ноулз Daniel Julez J Smith II   | 0:24         |
| 9.                  | «Almeda»                                 | Ноулз The-Dream Playboi Carti                              | Ноулз Фаррелл Уильямс Kirby                            | 3:56         |
| 10.                 | «Time (Is)»                              | Ноулз Sampha [b]                                           | Ноулз Key Kirby                                        | 3:40         |
| 11.                 | «My Skin My Logo»                        | Ноулз Radric Davis                                         | Ноулз Williams Key Tyler Okonma Стив Лейси Kirby Davis | 2:56         |
| 12.                 | «We Deal with the Freak'n» (антракт)     | Ноулз                                                      | Ноулз                                                  | 0:32         |
| 13.                 | «Jerrod»                                 | Ноулз                                                      | Ноулз Key Kirby                                        | 3:02         |
| 14.                 | «Binz»                                   | Ноулз The-Dream                                            | Ноулз Panda Bear Key                                   | 1:51         |
| 15.                 | «Beltway»                                | Ноулз                                                      | Ноулз Kirby                                            | 1:41         |
| 16.                 | «Exit Scott» (интерлюдия)                | Cortez Lacy Key Ноулз                                      | Standing on the Corner Lacy Key Ноулз                  | 1:01         |
| 17.                 | «Sound of Rain»                          | Ноулз                                                      | Ноулз Pharrell Key                                     | 3:06         |
| 18.                 | «Not Screwed!» (интерлюдия)              | Cortez Scarface Ноулз                                      | Standing on the Corner                                 | 0:22         |
| 19.                 | «I'm a Witness»                          | Ноулз                                                      | Ноулз Key                                              | 1:52         |
| Общая длительность: | Общая длительность:                      | Общая длительность:                                        | Общая длительность:                                    | 39:01        |

Уточнения
- «Almeda» при участии Playboi Carti
- «Time (Is)» при участии Sampha
- «My Skin My Logo» при участии Gucci Mane
- «Not Screwed» при участии Standing on the Corner[англ.]

## Чарты
| Чарт (2019)                      | Высшая позиция |
| -------------------------------- | -------------- |
| Австралия (ARIA)                 | 17             |
| Бельгия/Фландрия (Ultratop)      | 18             |
| Бельгия/Валлония (Ultratop)      | 165            |
| Канада (Canadian Albums Chart)   | 16             |
| Дания (Hitlisten)                | 21             |
| Нидерланды (Album Top 100)       | 19             |
| Франция (SNEP)                   | 84             |
| Ирландия (IRMA)                  | 44             |
| Литва (AGATA)                    | 26             |
| Новая Зеландия (RMNZ)            | 26             |
| Швеция (Sverigetopplistan)       | 46             |
| Швейцария (Schweizer Hitparade)  | 27             |
| Великобритания (UK Albums Chart) | 18             |
| США (Billboard 200)              | 7              |